# Aconitum cammarum
Aconitum cammarum là một loài thực vật có hoa trong họ Mao lương. Loài này được L. mô tả khoa học đầu tiên năm 1762.

## Hình ảnh

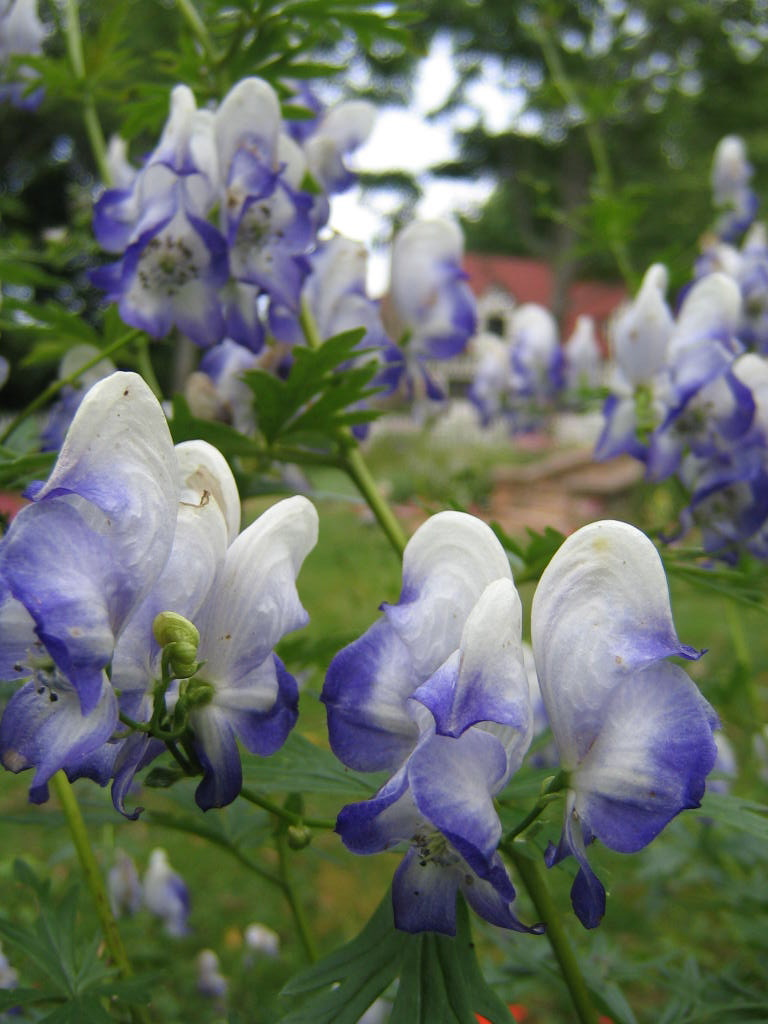